# Кіт Ткачук
Кіт Меттью Ткачук (англ. Keith Matthew Tkachuk; нар. 28 березня 1972, Мелроуз, Массачусетс, США) — американський хокеїст українського походження. Амплуа — крайній нападник. Грав за збірну команду США. Провів понад тисячу матчів у Національній хокейній лізі.
Батько американських хокеїстів Метью та Бреді Ткачуків.

## Ігрова кар'єра
1990 року був обраний на драфті НХЛ під 19-м загальним номером клубом «Вінніпег Джетс». Наступний сезон провів у складі команди Бостонського університету, яка виступала в Східній хокейній асоціації.
Учасник двох чемпіонатів світу серед молодіжних команд (1991, 1992 — третє місце). На цих турнірах провів 14 матчів, 9 закинутих шайб, 7 результативних передач.
Протягом професійної клубної ігрової кар'єри, що тривала 20 років, захищав кольори команд «Вінніпег Джетс», «Фінікс Койотс», «Сент-Луїс Блюз» та «Атланта Трешерс».
В чемпіонаті 1995/96 встановив особистий рекорд результативності — 98 набраних очок. Найкращий снайпер регулярного чемпіонату в наступному сезоні — 52 закинуті шайби.
1 грудня 2007 року провів 1000 матч в чемпіонаті НХЛ (суперник — «Чикаго Блекгокс»). Загалом у регулярних турнірах провів 1201 поєдинок, а на стадії плей-оф — 89.
5 квітня 2008 року закинув 500 шайбу в чемпіонаті НХЛ (суперник — «Колумбус Блю-Джекетс»). Загалом у регулярних турнірах 538 голів, а на стадії плей-оф — 28.
30 жовтня 2008 року набрав 1000 результативне очко в чемпіонаті НХЛ (суперник — «Атланта Трешерс»). Загалом у регулярних турнірах набрав 1065 очок, а на стадії плей-оф — 56.
За підсумками сезону двічі обирався до другого складу збірної «Всіх зірок» (1995, 1998). Учасник п'яти матчів «Усіх зірок НХЛ» — 1997–1999, 2004, 2007.
Учасник чотирьох хокейних турнірів на зимових Олімпійських іграх. Віце-чемпіон Олімпіади в Солт-Лейк-Сіті. Переможець першого розіграшу Кубка світу і півфіналіст другого турніру. Загалом за збірну США, на цих турнірах, провів 35 матчів, 13 закинутих шайб, 5 результативних передач.
2011 року був обраний до Зали хокейної слави США. № 7, під яким він виступав, не використовується у клубові «Аризона Койотс».

## Досягнення
- Переможець Кубка світу (1): 1996
- Учасник матчу усіх зірок НХЛ — 1997, 1998, 1999, 2004, 2009.
- Срібний призер Олімпійських ігор (1): 2002
- Півфіналіст Кубка світу (1): 2004

## Статистика

### Клубні виступи
| Сезон        | Клуб                    | Ліга         | Регулярна першість | Регулярна першість | Регулярна першість | Регулярна першість | Регулярна першість | Плей-оф | Плей-оф | Плей-оф | Плей-оф | Плей-оф |
| Сезон        | Клуб                    | Ліга         | І                  | Г                  | П                  | О                  | ШХ                 | І       | Г       | П       | О       | ШХ      |
| ------------ | ----------------------- | ------------ | ------------------ | ------------------ | ------------------ | ------------------ | ------------------ | ------- | ------- | ------- | ------- | ------- |
| 1990-91      | Бостонський університет | HEA          | 36                 | 17                 | 23                 | 40                 | 70                 | —       | —       | —       | —       | —       |
| 1991-92      | «Вінніпег Джетс»        | НХЛ          | 17                 | 3                  | 5                  | 8                  | 28                 | 7       | 3       | 0       | 3       | 30      |
| 1992-93      | «Вінніпег Джетс»        | НХЛ          | 83                 | 28                 | 23                 | 51                 | 201                | 6       | 4       | 0       | 4       | 14      |
| 1993-94      | «Вінніпег Джетс»        | НХЛ          | 84                 | 41                 | 40                 | 81                 | 255                | —       | —       | —       | —       | —       |
| 1994-95      | «Вінніпег Джетс»        | НХЛ          | 48                 | 22                 | 29                 | 51                 | 152                | —       | —       | —       | —       | —       |
| 1995-96      | «Вінніпег Джетс»        | НХЛ          | 76                 | 50                 | 48                 | 98                 | 156                | 6       | 1       | 2       | 3       | 22      |
| 1996-97      | «Фінікс Койотс»         | НХЛ          | 81                 | 52                 | 34                 | 86                 | 228                | 7       | 6       | 0       | 6       | 7       |
| 1997-98      | «Фінікс Койотс»         | НХЛ          | 69                 | 40                 | 26                 | 66                 | 147                | 6       | 3       | 3       | 6       | 10      |
| 1998-99      | «Фінікс Койотс»         | НХЛ          | 68                 | 36                 | 32                 | 68                 | 151                | 7       | 1       | 3       | 4       | 13      |
| 1999-00      | «Фінікс Койотс»         | НХЛ          | 50                 | 22                 | 21                 | 43                 | 82                 | 5       | 1       | 1       | 2       | 4       |
| 2000-01      | «Фінікс Койотс»         | НХЛ          | 64                 | 29                 | 42                 | 71                 | 108                | —       | —       | —       | —       | —       |
| 2000-01      | «Сент-Луїс Блюз»        | НХЛ          | 12                 | 6                  | 2                  | 8                  | 14                 | 15      | 2       | 7       | 9       | 20      |
| 2001-02      | «Сент-Луїс Блюз»        | НХЛ          | 73                 | 38                 | 37                 | 75                 | 117                | 10      | 5       | 5       | 10      | 18      |
| 2002-03      | «Сент-Луїс Блюз»        | НХЛ          | 56                 | 31                 | 24                 | 55                 | 139                | 7       | 1       | 3       | 4       | 14      |
| 2003-04      | «Сент-Луїс Блюз»        | НХЛ          | 75                 | 33                 | 38                 | 71                 | 83                 | 5       | 0       | 2       | 2       | 10      |
| 2005-06      | «Сент-Луїс Блюз»        | НХЛ          | 41                 | 15                 | 21                 | 36                 | 46                 | —       | —       | —       | —       | —       |
| 2006-07      | «Сент-Луїс Блюз»        | НХЛ          | 61                 | 20                 | 23                 | 43                 | 92                 | —       | —       | —       | —       | —       |
| 2006-07      | «Атланта Трешерс»       | НХЛ          | 18                 | 7                  | 8                  | 15                 | 34                 | 4       | 1       | 2       | 3       | 12      |
| 2007-08      | «Сент-Луїс Блюз»        | НХЛ          | 79                 | 27                 | 31                 | 58                 | 69                 | —       | —       | —       | —       | —       |
| 2008-09      | «Сент-Луїс Блюз»        | НХЛ          | 79                 | 25                 | 24                 | 49                 | 61                 | 4       | 0       | 0       | 0       | 2       |
| 2009-10      | «Сент-Луїс Блюз»        | НХЛ          | 67                 | 13                 | 19                 | 32                 | 56                 | —       | —       | —       | —       | —       |
| Усього в НХЛ | Усього в НХЛ            | Усього в НХЛ | 1 201              | 538                | 527                | 1 065              | 2 219              | 89      | 28      | 28      | 56      | 176     |

### Збірна
| Рік                | Команда            | Турнір             |    | І  | Г | П  | О  | ШХ |
| ------------------ | ------------------ | ------------------ | -- | -- | - | -- | -- | -- |
| 1991               | США                | МЧС                | 7  | 6  | 3 | 9  | 12 |    |
| 1992               | США                | МЧС                | 7  | 3  | 4 | 7  | 6  |    |
| 1992               | США                | ОІ                 | 8  | 1  | 1 | 2  | 12 |    |
| 1996               | США                | КС                 | 7  | 5  | 1 | 6  | 44 |    |
| 1998               | США                | ОІ                 | 4  | 0  | 2 | 2  | 6  |    |
| 2002               | США                | ОІ                 | 5  | 2  | 0 | 2  | 2  |    |
| 2004               | США                | КС                 | 5  | 5  | 1 | 6  | 23 |    |
| 2006               | США                | ОІ                 | 6  | 0  | 0 | 0  | 8  |    |
| Молодіжна збірна   | Молодіжна збірна   | Молодіжна збірна   | 14 | 9  | 7 | 16 | 18 |    |
| Національна збірна | Національна збірна | Національна збірна | 35 | 13 | 5 | 18 | 85 |    |